# Ctenarytaina eucalypti
Ctenarytaina eucalypti là một loài côn trùng trong họ Psyllidae. Loài này được Maskell miêu tả khoa học đầu tiên năm 1890.
Đây là loài gây hại của cây Eucalyptus globulus, phát triển phổ biến ở Chile.